# Dolly (køretøj)
 For alternative betydninger, se Dolly. (Se også artikler, som begynder med Dolly)
En dolly er en enhed der bruges til at koble en sættevogn sammen med en lastbil der ikke er opbygget til at køre med sættevogne, eller til at koble flere sættevogne efter hinanden i de såkaldte road trains eller modulvogntog.
Dollyer er mest kendt fra Australien, USA, Sverige, Finland på grund af mediernes fremvisning af de lange vogntog i disse lande. Men man behøver dog ikke tage ud af landet for at støde på dem i virkeligheden og i stor udstrækning, idet dansk lovgivning tillader de såkaldte modulvogntog på 25,25 m i længden og 60 tons totalvægt på motorvejsnettet og visse specifikke ruter til terminaler og industri.
Disse vogntog samles på flere forskellige måder, og en af dem er at lade en almindelig lastbil med dolly trække en sættevogn. Denne løsning giver typisk 8-9 m ekstra ladlængde i forhold til en trækker/trailer-opstilling.

## Opbygning
En dolly har foran en tilkoblingsanordning så den kan spændes fast på køretøjet foran. hertil hører også luftslanger, elektriske kabler og eventuelt olieslanger hvis sættevognen har hydrauliske funktioner. Disse kabler og slanger videreføres direkte til den påkoblede sættevogn; dog skal dollyen i de fleste lande have lygter.
Chassiset er opbygget med et passende antal aksler i forhold til opgave og lovkrav. I Skandinavien ses oftest to aksler. Oven på chassiset monteres en skammel, der er den hesteskolignende plade sættevognen låses fast i. Kabler til sættevognen monteres normalt foran skamlen. Bagpå har dollyen diverse lygter samt nummerplade i de fleste lande.

### Skandinavien
I Skandinavien bruges kun den ovenfor forklarede opbygning, dog med varierende akselantal. Dollyer bruges i Sverige og Finland, og nu også i Danmark og Norge efter indførsel af modulvogntog som en forsøgsordning.

### USA
USA benytter tre typer dollyer:
- Convertor dolly eller A-dolly, der er som beskrevet ovenfor.
- C-dolly, der har to sammenkoblinger ved siden af hinanden, og som derfor ikke kan dreje i forhold til det forankørende køretøj. Dette kompenseres dog ofte ved at mindst en af akslerne kan styre.
- Low Loader dolly, der har såkaldt svanehals og som skal påkobles en sættevognsskammel. Formålet med denne opbygning er at fordele hovedbolttrykket mellem det trækkende køretøj og dollyen for at mindske sliddet på vejen (hovedbolttrykket er det akseltryk der overføres fra sættevognen via hovedbolten til det køretøj vognen hviler på). Denne type bruges ofte til blokvogne, som USA har strenge lovkrav til angående akseltryk.

### Australien
- A-dollyer bruges meget til road trains i Australien. Normalt har de to eller tre aksler. I daglig tale kaldes de ofte road train dollys.

- C-dolly-designet er ikke tilladt i Australien, da loven kræver et led mellem akselgrupper.

- Low Loader dollyer bruges i stor stil til blokvogne der transporterer maskineri til miner og lignende.

## Eksterne links
- Diagrammer der viser A-dolly, C-dolly samt den ikke-nævnte B-train mulighed. Arkiveret 1. oktober 2006 hos  Wayback Machine